# 白丝带
白丝带在不同语境之下有不同的含义，与其他颜色的丝带相比，白丝带有时在政治运动中当作展示和传播信念之用，通常戴在衣服上或用宣传资料（传单、海报等）的形式替代。白丝带是1873年由弗朗西絲·威拉德创建的基督教妇女禁酒联合会的徽章，基督教妇女禁酒联合会是全世界最早的未间断的非宗教派别女性组织，白丝带领结被选作纯洁的象征。

## 反暴力女权运动
在1989年12月6日发生的蒙特婁工程學院大屠殺有14位女性被反女性主义者杀死，一项佩戴白色丝带以表示反对暴力对待女性的运动迅速波及加拿大，白絲帶運動因为该事件的发生于1991年诞生，白絲帶運動首先由邁克爾·考夫曼和多伦多政客傑克·林頓发起，已经覆盖全球57个国家。现在已经成为全球性的反暴力对待女性的组织。它的基本原则是让公众意识到男性公开反对任何形式的对女性暴力的重要性，白絲帶運動曾被加拿大记者芭芭拉．凱认为是对男性的性别歧视，并且应该逐步停止。

## 女权主义运动
白丝带曾被一些女权主义者用来作为她们社会运动的标志。

## 州郡展览会
在美国和加拿大的州郡展览会上，白丝带表示获得竞赛的第三名。

## 其他用途和意義
白丝带也常被用作反对儿童色情的标志。白色意味著保護兒童的童貞。

## 外部連結
维基共享资源上的相關多媒體資源：白丝带